# Over and Over (chanson de Bobby Day)
Pour les articles homonymes, voir Over and Over.
Over and Over est une chanson écrite et enregistrée en 1958 par le chanteur de rhythm and blues Bobby Day. La version la plus populaire de la chanson est celle du groupe de beat britannique The Dave Clark Five.

## Version de Bobby Day
Elle paraît en face B du single Rockin' Robin, qui se classe no 2 des ventes aux États-Unis.
Over and Over atteint la 41e position de ce même classement.

## Version de Dave Clark Five
La version la plus connue de la chanson est sa reprise par le groupe de beat britannique The Dave Clark Five. Sortie fin 1965, elle se classe en tête des ventes aux États-Unis à Noël, devenant l'unique no 1 américain de la carrière du groupe.